# Ashley Lawrence
Ashley Lawrence (født 11. juni 1995) er en canadisk fodboldspiller, der spiller for OL Lyonnes i Première Ligue og Canadas kvindefodboldlandshold.